# Jos de Putter
Pour les articles homonymes, voir De Putter.
Jos de Putter, né en 1959 à Terneuzen (Pays-Bas), est un réalisateur néerlandais qui réalise principalement des films documentaires.

## Biographie
Il fut marié avec la réalisatrice Clara van Gool.

## Récompenses et distinctions
- (en) Jos de Putter: Awards, sur l'Internet Movie Database